# Атлас-Центавр
«Атлас-Центавр» (от англ. Atlas-Centaur) — американская ракета-носитель среднего класса, семейства «Атлас».

## История создания
PGM-17 Тор (англ. PGM-17 Thor) — первая баллистическая ракета среднего радиуса действия, оснащённая ядерными боеголовками, принятая на вооружении в США в 1958 году.  

## Конструкция
- Атлас (ракеты)
- Центавр (разгонный блок)